# Krzeszów (gromada w powiecie leżajskim)
Krzeszów – dawna gromada, czyli najmniejsza jednostka podziału terytorialnego Polskiej Rzeczypospolitej Ludowej w latach 1954–1972.
Gromady, z gromadzkimi radami narodowymi (GRN) jako organami władzy najniższego stopnia na wsi, funkcjonowały od reformy reorganizującej administrację wiejską przeprowadzonej jesienią 1954 do momentu ich zniesienia z dniem 1 stycznia 1973, tym samym wypierając organizację gminną w latach 1954–1972.
Gromadę Krzeszów z siedzibą GRN w Krzeszowie utworzono – jako jedną z 8759 gromad na obszarze Polski – w powiecie biłgorajskim w woj. lubelskim na mocy uchwały nr 6 WRN w Lublinie z dnia 5 października 1954. W skład jednostki weszły obszary dotychczasowych gromad Kamionka, Krzeszów i Krzeszów Dolny oraz miejscowości Podolszynka Ordynacka wieś, Podolszynka Plebańska kol. i Podolszynka Popówka kol. z dotychczasowej gromady Podolszynka Plebańska ze zniesionej gminy Krzeszów w tymże powiecie. Dla gromady ustalono 24 członków gromadzkiej rady narodowej.
1 stycznia 1956 gromada weszła w skład nowo utworzonego powiatu leżajskiego w woj. rzeszowskim.
Gromada przetrwała do końca 1972 roku, czyli do kolejnej reformy gminnej. 1 stycznia 1973 – tym razem w powiecie leżajskim w woj. rzeszowskim – reaktywowano gminę Krzeszów (od 1999 gmina Krzeszów znajduje się w powiecie niżańskim w woj. podkarpackim).